# وزارة الشؤون القانونية (البحرين)
وزارة الشُّؤون القانونيَّة، هي وزارة في الحكومة البحرينيَّة مسؤولة عن إعداد ومراجعة المسائل التشريعيَّة والقانونيَّة والعدليَّة، بالإضافة لإبداء الرأي القانوني وتدقيق الاتفاقيات الدولية. وزير الشؤون القانونية حالياً هو يوسف عبدالحسين خلف منذ 13 يونيو 2022.

## وزراء الشؤون القانونية

### قائمة وزراء التنمية المستدامة في مملكة البحرين
|   | الاسم              | فترة تولي المنصب | فترة تولي المنصب |
| - | ------------------ | ---------------- | ---------------- |
| 1 | يوسف عبدالحسين خلف | 13 يونيو 2022    | حتى الأن         |

## وصلات خارجية
- الموقع الرَّسمي لوزارة الشؤون القانونيَّة